# Борис (собака)
Борис (ум. июнь 1998) — собака (бобтейл), директор театра и председатель политической партии. Борис был псом фламандского актёра Берта Верхойе из антверпенского театра «Чёрная комедия» (De zwarte komedie).
В связи с изменением положения о театрах в 1992 году, фламандские театральные труппы должны были иметь директора. Труппа «Чёрной комедии» сочла назначение директора пустой тратой денег и в 1993 назначила Бориса. Борис занимал эту должность до своей смерти в 1998 году.
В интервью газете Де Морген Верхойе защищал компетентность Бориса следующим образом:

 Он может сидеть, давать лапу и облизывать министра. Кроме того, он может лаять на сотрудников. Он знает театр, по крайней мере, столь же хорошо как и другие директора театров: в течение восьми лет он с нами и регулярно выезжает на гастроли. Во время выступлений он обычно спит, но так же поступают и другие директора.
Оригинальный текст (нид.)Hij kan opzitten, pootjes geven en de minister likken. Hij kan ook blaffen naar het personeel. Hij kent het theater minstens evenveel als de andere theaterdirecteurs; hij is nl. al acht jaar bij ons en gaat regelmatig mee op reizende voorstellingen. Tijdens de voorstelling slaapt hij meestal, maar dat doen de andere directeurs ook.

Предвыборная реклама партии B.O.R.I.S. с Борисом

На муниципальных выборах 9 октября 1994 Борис баллотировался в Антверпене с названной в его честь партией. Предвыборная кампания партии «Борис» включала список из 69 пунктов, одним из которых было регулирование использования бобтейлов Молотова, а другим Возвращение всех выходцев из Западной Фландрии в их провинцию. Программа пародировала т. н. программу 70 пунктов националистической партии «Фламандский блок», во главе которой стоял Филипп Девинтер, уроженец Брюгге (Западная Фландрия). «Борис» получил 1152 голоса, став 11-й из 18 партий.
Позже, после отставки Вальтера Тиллеманса, Борис также подал заявку на должность интенданта в Королевском Нидерландском театре, но у него не оказалось нужного диплома, и на эту должность был назначен Франс Редант.